# Từ Hải Đông
Từ Hải Đông (17 tháng 6 năm 1900 - 25 tháng 3 năm 1970) là một tướng lĩnh cao cấp của Giải phóng quân Nhân dân Trung Quốc. Ông là một trong 10 quân nhân đầu tiên và duy nhất được phong quân hàm Đại tướng Quân Giải phóng Nhân dân Trung Quốc.
Từ nổi lên như một chỉ huy Cộng sản, tham gia từ Nội chiến Trung Quốc và Chiến tranh Trung-Nhật lần thứ hai. Ông từng 9 lần bị thương trong chiến đấu; và sau khi mắc bệnh lao, đã nằm liệt giường trong 18 năm cuối đời. Từ phản đối các chính sách cực đoan của Đại Cách mạng Văn hóa vô sản, và bị những kẻ theo Mao Trạch Đông, Lâm Bưu và Tứ nhân bang bức hại đến chết.